# Eria petiolata
Eria petiolata är en orkidéart som beskrevs av Johannes Jacobus Smith. Eria petiolata ingår i släktet Eria och familjen orkidéer. Inga underarter finns listade i Catalogue of Life.